# Poduene-Gletscher
Der Poduene-Gletscher (bulgarisch ледник Подуене lednik Poduene) ist ein 3,3 km langer und 2,4 km breiter Gletscher an der Danco-Küste des Grahamlands auf der Antarktischen Halbinsel. Auf der Pefaur-Halbinsel liegt er westlich des Agalina-Gletschers und fließt von den nördlichen Hängen des Mount Zeppelin in nordwestlicher Richtung zur Latinka Cove, die er östlich des Eckener Point erreicht.
Britische Wissenschaftler kartierten ihn 1978. Die bulgarische Kommission für Antarktische Geographische Namen benannte ihn 2010 nach einer Ortschaft, die heute zur bulgarischen Hauptstadt Sofia gehört.